# Eleição municipal de Rio Grande (Rio Grande do Sul) em 2012
A eleição municipal de Rio Grande em 2012 foi realizada em um único turno, no dia 7 de outubro, assim elegendo um prefeito, um vice-prefeito e vinte e um vereadores. O prefeito eleito foi Alexandre Lindenmeyer, do PT, que venceu com 51,05% dos votos válidos derrotando o candidato à reeleição, Fábio Branco do PMDB. A eleição em Rio Grande apurou 123.654 votos dos 147.322 eleitores que a cidade possuía na época.
O prefeito eleito, Alexandre Lindenmeyer, e seu vice, Eduardo Lawnson, faziam parte da coligação Frente Popular, formada pelos partidos PT (partido do prefeito), PSC, PSB (partido do vice-prefeito) E PPL.

## Porcentagem de votos por candidato
| Colocação | Candidato a prefeito            | Candidato a vice-prefeito    | Percentual de votos válidos (em %) |
| --------- | ------------------------------- | ---------------------------- | ---------------------------------- |
| 1         | Alexandre Lindenmeyer (PT)      | Eduardo Lawson(PSB)          | 51,05 (eleito)                     |
| 2         | Fábio de Oliveira Branco (PMDB) | Adinelson Troca(PSDB)        | 42,80                              |
| 3         | Júlio Martins (PC do B)         | Pedro Enderle (PV)           | 5,37                               |
| 4         | Roberto Ferreira (PT do B)      | Cristiane Ferreira (PT do B) | 0,52                               |
| 5         | Publio Ferrari (PSOL)           | Carlão (PSOL)                | 0,27                               |

- Brancos: 2,60%
- Nulos: 3,07%
- Abstenções: 16,07%

## Vereadores
Os 344 candidatos a vereador na eleição municipal de Rio Grande em 2012 disputaram 21 vagas na Câmara Municipal. Os vereadores eleitos foram, pela quantidade de votos:
1. Giovani Moralles - PTB - Eleito com 3.953 votos.Coligação: Democracia Trabalhista
2. Spotorno - PT - Eleito com 3.543 votos.Coligação: Pt - Ppl
3. Repolhinho - PSDB - Eleito com 2.763 votos.Coligação:PSDB Partido da Social Democracia Brasileira
4. Cláudio Costa - PT - Eleito com 2.435 votos.[nota 1]Coligação: Pt - Ppl
5. Júlio César - PMDB - Eleito com 2.435 votos.Coligação: Unidos pelo Desenvolvimento do Rio Grande
6. Nando Ribeiro - PCdoB - Eleito com 2.351 votos.[nota 2]Coligação: Por um Rio Grande do Tamanho de nossas Ideias - Pcdob/Pv
7. Renatinho - PSD - Eleito com 2.230 votos.Coligação:PPS Partido Popular Socialista
8. Thiaguinho - PMDB - Eleito com 2.110 votos.Coligação: Unidos pelo Desenvolvimento do Rio Grande
9. Charles Saraiva - PMDB - Eleito com 1.968 votos.Coligação: Unidos pelo Desenvolvimento do Rio Grande
10. Jair Rizzo - PSB - Eleito com 1.910 votos.Coligação: Renova Rio Grande
11. Lú Compiani - PMDB - Eleita com 1.682 votos.Coligação: Unidos pelo Desenvolvimento do Rio Grande
12. Joel de Avila - PPS - Eleito com 1.667 votos.Coligação:PPS Partido Popular Socialista
13. André Batatinha - PT - Eleito com 1.624 votos.Coligação: Pt - Ppl
14. Vavá - PMDB - Eleito com 1.460 votos.Coligação: Unidos pelo Desenvolvimento do Rio Grande
15. Flávio Santos - PSDB - Eleito com 1.389 votos.Coligação:PSDB Partido da Social Democracia Brasileira
16. Kanelão - PMDB - Eleito com 1.369 votos.Coligação: Unidos pelo Desenvolvimento do Rio Grande
17. Flávio Vigilante - PSB - Eleito 1.216 votos.Coligação: Renova Rio Grande
18. Cabeleireiro Dirnei Motta - PPS - Eleito com 1.139 votos.Coligação:PPS Partido Popular Socialista
19. Paulo Roldão - PRB - Eleito com 990 votos.Coligação: Rio Grande em Boas Mãos
20. Professora Denise - PT - Eleito com 946 votos.Coligação: Pt - Ppl
21. Andréa Tia Déia - PTB - Eleito com 705 votos.Coligação: Democracia Trabalhista

| Precedido por Eleições em Rio Grande em 2008 | Eleições em Rio Grande em 2012 | Sucedido por Eleições em Rio Grande em 2016 |

## Posse do prefeito e vice-prefeito
Alexandre Lindenmeyer e Eduardo Lawson foram empossados como prefeito e vice-prefeito do Rio Grande, respectivamente, em sessão solene realizada na Câmara Municipal de Rio Grande, na tarde de terça-feira, primeiro de janeiro de 2013. Na tribuna da Câmara o novo prefeito municipal foi conciso. Ele agradeceu a oportunidade, o apoio da família, os demais colaboradores e, sobretudo, cada pessoa que acreditou na mudança. "Tenho a ciência da responsabilidade que estamos assumindo e, desde já, conto com a participação de cada cidadão e cada cidadã para que possamos governar juntos", destacou. Com um discurso breve, o vice-prefeito citou o atleta paraolímpico Vladmi dos Santos, comparando a superação diária do desportista rio-grandino com os desafios que deverão ser enfrentados, cotidianamente, no Executivo Municipal.
Em seguida, às 18h30, já no Paço Municipal, Alexandre e Lawson receberam a chave da prefeitura do prefeito anterior, Fábio de Oliveira Branco, na cerimônia de transmissão de cargos, que contou, dentre outras autoridades, com as presenças do Governador do Estado do Rio Grande do Sul, Tarso Genro, e do ex-Governador do Estado e Ministro das Cidades, Olívio Dutra. Após as intervenções das autoridades presentes, na companhia da primeira-dama do município, Eunice Lindenmeyer, do vice-prefeito, Eduardo Lawson e sua esposa, Silvia Lawson, o novo prefeito discursou para milhares de pessoas que acompanharam a solenidade nas imediações do prédio recentemente restaurado com recursos da iniciativa privada, através da Lei Federal de Incentivo à Cultura.
Alexandre Lindenmeyer 13
Prefeito ELEITO
51,05% 59.543 votos 
PT Partido dos Trabalhadores
Coligação: Frente Popular
Fabio Branco 15
Prefeito NÃO ELEITO
42,80% 49.919 votos 
PMDB Partido do Movimento Democrático Brasileiro
Coligação: Rio Grande Unido e Forte
Julio Martins 65
Prefeito NÃO ELEITO
5,37% 6.259 votos 
PC do B Partido Comunista do Brasil
Coligação: Por um Rio Grande do Tamanho de nossas Ideias - Pcdob/Pv
Roberto 70
Prefeito NÃO ELEITO
0,52% 607 votos 
PT do B Partido Trabalhista do Brasil
Públio Ferrari 50
Prefeito NÃO ELEITO
0,27% 316 votos 
PSOL Partido Socialismo e Liberdade